# Деркул (Ростовская область)
Деркул — посёлок в Тарасовском районе Ростовской области.
Входит в состав Войковского сельского поселения.

## География
Поселок находится недалеко от границы с Украиной.

## История
В 1987 году указом Президиума Верховного Совета РСФСР Посёлку Тарасовского лесхоза присвоено наименование Деркул.

## Население
| 2010 |
| ---- |
| 236  |

## Улицы
| - ул. Береговая, - ул. Молодёжная, - ул. Первомайская, | - ул. Садовая, - ул. Центральная, - ул. Школьная. |